# Thalassoma septemfasciata
 Thalassoma septemfasciata és una espècie de peix de la família dels làbrids i de l'ordre dels perciformes.

## Morfologia
Els mascles poden assolir els 31 cm de longitud total.

## Distribució geogràfica
Es troba a Austràlia Occidental.